# Miroidea
Miroidea – nadrodzina pluskwiaków z podrzędu różnoskrzydłych i infrarzędu Cimicomorpha.
Pluskwiaki te charakteryzuje wtórny brak przyoczek i połączenia między pierwszą walwulą a pierwszym walwiferem frędzlowanego pokładełka, wydłużony pierwszy człon kłujki oraz obecność dwóch mikropyli na jajach.
Schuh i Štys zaliczyli tu w 1991 trzy rodziny:
- Miridae Hahn, 1833 – tasznikowate
- Tingidae Laporte, 1832 – prześwietlikowate
- Thaumastocoridae Kirkaldy, 1908

W 2008 ukazały się wyniki analiz molekularnych Tiana i innych, wskazujące na polifiletyzm Miroidea. Wynikało z nich, że Tingidae stanowią grupę siostrzaną dla wszystkich pozostałych Cimicomorpha.
Wyniki molekularnych badań filogenetyczne opublikowane przez Schuha i innych w 2009 wskazują, że Miridae i Tingidae są dla siebie grupami siostrzanymi, a same Miroidea zajmują pozycję siostrzaną względem Cimiciformes (klad obejmujący większość pozostałych Cimicomorpha). Niepewna jest natomiast pozycja Thaumastocoridae, które w różnych analizach zajmowały pozycję wewnątrz Miroidea, poza nimi lub rozpadały się na dwie grupy: blisko spokrewnione z Pentatomomorpha Thaumastocorinae oraz należące do Cimicomorpha Xylastodorinae, przy czym ta ostatnia możliwość jest nie znajduje poparcia w danych morfologicznych.